# Anette Olzon
Anette Olzon (eredeti neve Anette Ingegerd Olsson) (Katrineholm, Södermanland megye, 1971. június 21.–) svéd énekesnő. 2012 októberéig a szimfonikus metalt játszó finn Nightwish együttes énekese volt, akit 2000 jelentkező közül választottak ki 2007 januárjában. Ezt megelőzően a svéd Alyson Avenue együttes tagja volt.

## Élete
Zenekedvelő családban nőtt fel; kisgyerekkorától énekel és oboázik. 13 éves korától rendszeresen részt vett zenei tehetségkutató versenyeken, valamint a dániai Helsingör Zeneakadémiáján csiszolta oboatudását, 17 éves korában pedig csatlakozott élete első együtteséhez, ami a Take Cover nevet viselte. 21 évesen már szólószerepet énekelt a Gränsland című rockoperában, ezután elvégezte a Göteborgi Balettakadémiát. Ekkoriban énekelt duettet Michael Borrmannal, a Jaded Heart egykori énekesével annak Conspiracy című albumán.
Énekelt több kórusban és együttesben, Malmőben a Zeneművészeti Egyetemen vett magánórákat, majd 2016-ban a Sonata Arctica egykori gitárosával, Jani Liimatainennel megalapította a The Dark Element nevű zenekart, amelynek első albuma 2017-ben, a második pedig 2019-ben jelent meg.
Férje Johan Husgafvel, a Pain gitárosa, akivel 2008 óta alkotnak egy párt és 2013-ban házasodtak össze. A svédországi Helsingborgban élnek, két fiúgyermekük született (Nemo 2010-ben, Mio 2013-ban). Az énekesnőnek van egy Seth nevű fia is, aki első házasságából született 2001-ben. 
A 2014-ben, a Shine címmel megjelent szólólemezének kedvezőtlen fogadtatása után elkezdett egy ápolóképző iskolát, és elvégzése után egy helsingborgi kórházban kezdett dolgozni. 2021-ben, blogján fedte fel, miszerint szülésznői tanulmányokba is kezdett a Lundi Egyetemen.

## Karrier

### Alyson Avenue (1989–2005, 2015–)
Olzon 1989-ben csatlakozott az Alyson Avenue nevű zenekarhoz, ahol később átvette a férfi vokalista helyét. Az együttes nagyon jó visszajelzéseket kapott az 1999-ben elkészült demója után, ezért nemsokára több lemezszerződés-ajánlatot kaptak különböző kiadóktól. Az együttes billentyűse és dalszerzője, Niclas Olsson összeszedte a csapatot, hogy egy négy számból álló demót készítsenek, ami meghozta a lemezszerződést az AOR Heaven kiadóval.
2000 novemberében megjelent első lemezük, a Presence of Mind lelkes kritikákat kapott. A következő lemez, az Omega 2003-ban jelent meg. Az együttes 2006-ban oszlott fel. Olzon 2007-ben csatlakozott a Nightwish-hez, az Alyson Avenue pedig új énekesnővel folytatták tovább a zenélést - egészen 2013-ig. 2013-ban a csapat énekesnője elhagyta a zenekart, majd tavaly kiderült, hogy ismét Anette a zenekar teljesjogú énekesnője. 2015-ben jelentette be, hogy visszatért a zenekarba, és Niclas Olssonnal már dolgoznak az új dalokon.

### Nightwish (2007–2012)
Anette Olzon hivatalosan 2007 elején csatlakozott a Nightwish-hez, miután az együttes őt választotta ki a több mint 2000 jelölt közül azon a pályázaton, amit Tarja Turunen, az előző énekesnő 2005. októberi kényszerű kilépése nyomán írtak ki. Az együttes az új tag személyazonosságát azonban titokban tartotta egészen 2007. május 24-éig, az Eva című kislemez internetes megjelenése előtti napig, ami Olzon első közös munkája a Nightwish-sel. 2012. október 1-jén jelentette be az együttes, hogy a csapat és Anette útjai elváltak egymástól.

### Szólókarrier (2012–)
Anette első szólóalbuma Shine címmel jelent meg 2014. március 28-án, ennek előfutára volt a "Falling" című dal 2013 decemberében és a "Lies" 2014. február 14-én. A lemez csak mérsékelt sikereket ért el, emiatt 2015-ben úgy döntött, visszavonul a zeneipartól. Elvégzett egy ápolónői tanfolyamot, közösségi oldalain pedig edzés-tippeket, egészséges ételek receptjeit osztotta meg követőivel. 2016 szeptemberében az énekesnő bejelentette: visszatér az énekléshez, a finn Sonata Arctica volt gitárosával, Jani Liimatainennel készít közös albumot - közös csapatuk The Dark Element név alatt fut. Ez évben az olasz gótikus metált játszó csapattal, a Secret Sphere-rel is dolgozott együtt, közös daluk a Lie To Me címet kapta és a zenekar One Night In Tokyo című DVD-jén hallható. A The Dark Element első lemeze 2017 novemberében jelent meg, amely a csapat nevét viselte, a második 2019 novemberében, Songs the Night Sings címmel.
2019 decemberében bejelentette, hogy újabb projektet indít, az Adrenaline Mob-ból és Symphony X-ből ismert Russell Allennel, Allen/Olzon név alatt. A duó első albuma 2020. március 6-án jelent meg, Worlds Apart címmel.
2020 decemberében Magnus Karlsson svéd producer felkérte Anette-t egy csak női énekesekből álló projektben való közreműködésre, amely a Heart Healer elnevezést kapta. Olyan nevekkel dolgozott együtt Anette, mint Ailyn (ex-Sirenia, Her Chariot Awaits, Trail of Tears), Noora Louhimo (Battle Beast), Margarita Monet (Edge of Paradise) és Adrienne Cowan (Seven Spires). A projekt első albuma 2021 márciusában, The Metal Opera címmel jelent meg. 
2021. szeptember 10-én adta ki Strong című albumát, amely jóval keményebb lett, mint elődje, a Shine, amely főleg Anette személyes élményeire épült, a Strong viszont a világ történéseit veszi alapul, olyan témákkal, mint a párkapcsolati erőszak, a közösségi média befolyása az emberekre, vagy éppen a koronavírus-járvány. Az énekesnő elárulta: mindenképpen keményebb albumot szeretett volna első szólóanyagánál, és olyan együttesek munkásságából merített ihletet, mint az In Flames vagy a Dimmu Borgir. Néhány dalban hallható férje, a Pain-ből ismert Johan Husgafvel hörgése, valamint ő basszusgitározik a lemezen.

## Diszkográfia

### Stúdiólemezek
- 2000 - Presence of Mind [Alyson Avenue]
- 2004 - Omega [Alyson Avenue]
- 2007 - Dark Passion Play [Nightwish]
- 2011 - Imaginaerum [Nightwish]
- 2014 - Shine [Anette Olzon]
- 2017 — The Dark Element (The Dark Element)
- 2019 — Songs The Night Sings Archiválva 2020. január 15-i dátummal a Wayback Machine-ben (The Dark Element)
- 2020 - Worlds Apart (Allen/Olzon)
- 2021 - The Metal Opera (Heart Healer)
- 2021 - Strong (Anette Olzon)

### Egyéb lemezek
- 2009 - Made in Hong Kong (And in Various Other Places) (koncertlemez) [Nightwish]
- 2012 - Imaginaerum - The Score (filmzene) [Nightwish]

### Kislemezek
- 2004 - I Am (Your Pleasuremaker) [Alyson Avenue]
- 2007 - Eva [Nightwish]
- 2007 - Amaranth [Nightwish]
- 2008 - Bye Bye Beautiful [Nightwish]
- 2008 - The Islander [Nightwish]
- 2011 - Storytime [Nightwish]
- 2012 - The Crow, the Owl and the Dove [Nightwish]
- 2014 - Lies [Anette Olzon]